# Pirata coreanus
Pirata coreanus is een spinnensoort in de taxonomische indeling van de wolfspinnen (Lycosidae).
Het dier behoort tot het geslacht Pirata. De wetenschappelijke naam van de soort werd voor het eerst geldig gepubliceerd in 1991 door Kap Yong Paik.